# 望田幸男
望田 幸男（もちだ ゆきお、1931年5月30日 - 2023年1月6日）は、日本の歴史学者、同志社大学名誉教授。専門はドイツ近現代史。

## 人物・来歴
山梨県甲府市生まれ。1974年京都大学大学院文学研究科博士課程修了、「近代ドイツの政治構造 :プロイセン憲法紛争史研究」で文学博士。同志社大学助教授、教授。2002年定年、名誉教授。
非核の政府を求める会・京都 代表世話人を務めるなど、市民運動にも携わった。

## 主要著作

### 単著
- 『比較近代史の論理―日本とドイツ』（ミネルヴァ書房、1970年）
- 『近代ドイツの政治構造―プロイセン憲法紛争史研究』（ミネルヴァ書房、1972年）
- 『軍国主義の歴史〈4〉1918年以後の軍国主義化』（福村出版、1974年）
- 『ドイツ統一戦争―ビスマルクとモルトケ』（教育社、1979年）
- 『軍服を着る市民たち―ドイツ軍国主義の社会史』（有斐閣、1983年）ISBN 9784641023789
- 『ふたつの近代―ドイツと日本はどう違うか』（朝日選書、1988年）ISBN 9784022594679
- 『ナチス追及―ドイツの戦後』（講談社現代新書、1990年）ISBN 9784061490154
- 『ネオナチのドイツを読む』（新日本出版社、1994年）ISBN 9784406022668
- 『戦争責任と戦後責任―祖父の罪を孫が償うのか』（かもがわ出版、1994年）ISBN 9784876991624
- 『ドイツ・エリート養成の社会史―ギムナジウムとアビトゥーアの世界』（ミネルヴァ書房、1998年）ISBN 9784623029143
- 『ドイツの歴史と文化の旅―歴史家の手作りツアー体験記』（新日本出版社、2001年）ISBN 9784623034888
- 『ナチスの国の過去と現在―ドイツの鏡に映る日本』（新日本出版社、2004年）ISBN 9784406030489
- 『二つの戦後・二つの近代：日本とドイツ』（ミネルヴァ書房、2009年）
- 『グローバルに考え、ローカルに行動する あるドイツ現代史家の社会運動体験記』文理閣, 2013.11
- 『ドイツ史学徒が歩んだ戦後と史学史的追想』本の泉社, 2020.1

### 共著
- （天野真宏）『軍国主義の歴史〈1〉封建騎士団から大衆軍隊へ』（福村出版、1973年）
- （天野真宏）『軍国主義の歴史〈2〉大衆軍隊の発展と軍国主義化』（福村出版、1973年）
- （田村栄子）『ハーケンクロイツに生きる若きエリートたち―青年・学校・ナチズム』（有斐閣、1990年）ISBN 9784641181311
- （末川清・芝井敬司）『新しい史学概論』（松頼社、1991年、新装版：昭和堂、2002年）ISBN 4812202221
- （粟屋憲太郎・三島憲一・田中宏・広渡清吾・山口定）『戦争責任・戦後責任―日本とドイツはどう違うか』（朝日選書、1994年）ISBN 9784022596062
- （飯田収治・野田宣雄・中村幹雄）『ドイツ現代政治史―名望家政治から大衆民主主義へ』（ミネルヴァ書房、1996年）ISBN 9784623026517
- （田中則夫・杉本昭七・藤岡惇・大西広・浅井基文）『国際平和と「日本の道」―東アジア共同体と憲法九条』（昭和堂、2007年）ISBN 9784812207550

### 編著
- 『国際比較 近代中等教育の構造と機能』（名古屋大学出版会、1990年）
- 『近代ドイツ「資格社会」の制度と機能』（名古屋大学出版会、1995年）
- 『西洋の歴史基本用語集　近現代編』（ミネルヴァ書房、2003年）ISBN 9784623035779
- 『近代ドイツ=資格社会の展開』（名古屋大学出版会、2003年）ISBN 9784815804572
- 『近代日本とドイツ―比較と関係の歴史学』（ミネルヴァ書房、2007年）ISBN 9784623037476

### 共編著
- （寿岳章子）『人間を考える』（法律文化社、1987年）ISBN 9784589013514
- （木谷勤）『ドイツ近代史―18世紀から現代まで』（ミネルヴァ書房、1992年）ISBN 9784623021956
- （三宅正樹）『新版 概説ドイツ史―現代ドイツの歴史的理解』（有斐閣、1992年）ISBN 9784641181809
- （岩井忠熊・山口正之）『国際貢献論とアメリカ新戦略―世界の中の日本の針』（大月書店、1993年）ISBN 9784272210619
- （大下尚一・服部春彦・西川正雄）『西洋の歴史 近現代編』新版（ミネルヴァ書房、1998年）ISBN 9784623028740
- （碓井敏正）『グローバリゼーションと市民社会―国民国家は超えられるか』（文理閣、2000年）ISBN 9784892593727
- （田村栄子）『身体と医療の教育社会史』（昭和堂、2003年）ISBN 9784812203248
- （広田照幸）『実業世界の教育社会史』（昭和堂、2004年）ISBN 9784812204184
- （橋本伸也）『ネイションとナショナリズムの教育社会史』（昭和堂、2004年）ISBN 9784812203439
- （藤本和貴夫・若尾祐司・野村達朗・川北稔・阿河雄二郎）『西洋近現代史研究入門』第3版（名古屋大学出版会、2006年）ISBN 9784815805425

### 翻訳
- D. ブラックボーン、J. イリー『現代歴史叙述の神話 ―― ドイツとイギリス』（晃洋書房、1983年）ISBN 9784771002432
- （隈本泰弘・田村栄子・川越修・竹中亨・堤正史）M. クラウル『ドイツ・ギムナジウム200年史―エリート養成の社会史』（ミネルヴァ書房、1986年）ISBN 9784623016617
- （黒田多美子・對馬達男）R. ベリング『歴史のなかの教師たち―ドイツ教員社会史』（ミネルヴァ書房、1987年）ISBN 9784623017621
- （若原憲和）リチャード・J・エヴァンズ『ヴィルヘルム時代のドイツ―「下から」の社会史』（晃洋書房、1988年）ISBN 9784771003934
- （奥田隆男・八田恭昌）ウルリヒ・リンゼ『ワイマル共和国の予言者たち―ヒトラーへの伏流』（ミネルヴァ書房、1989年）ISBN 9784623019519
- デートレフ・K. ミュラー、ブライアン・サイモン、フリッツ・リンガー編『国際セミナー 現代教育システムの形成―構造変動と社会的再生産 1870‐1920』（晃洋書房、1989年）ISBN 9784771004399
- G. クノップ、E. クーン『ドイツ統一―夢と現実』（晃洋書房、1991年）ISBN 9784771005341
- （工藤章男・川越修・小林聡人）D. ブラックボーン、R.J. エヴァンズ、G. イリー『イギリス社会史派のドイツ史論』（晃洋書房、1992年）ISBN 978-4771005938
- アルフレート・ファークツ『ミリタリズムの歴史―文民と軍人』（ミネルヴァ書房、1994年）ISBN 9784571310096
- （監訳）ペーター・ルントグレーン『ドイツ学校社会史概観』（晃洋書房、1995年）
- （原田一美・井上茂子）ラウル・ヒルバーグ『ヨーロッパ・ユダヤ人の絶滅』上下（柏書房、1997年）
- （橋本伸也・安原義仁）コンラート・ヤーラオシュ『高等教育の変貌1860‐1930―拡張・多様化・機会開放・専門職化』（昭和堂、2000年）ISBN 9784812200292
- （中岡俊介・田野大輔）エリック・リーヴィー『第三帝国の音楽』（名古屋大学出版会、2000年）ISBN 9784815803971
- （監訳）ユルゲン・コッカ編『国際比較・近代ドイツの市民―心性・文化・政治』（ミネルヴァ書房、2000年）ISBN 9784623031559
- （監訳）ダニエル・J・ゴールドハーゲン『普通のドイツ人とホロコースト ― ヒトラーの自発的死刑執行人たち』（ミネルヴァ書房、2007年）ISBN 9784623039340
- （山田史郎と監訳）T.C.W. ブランニング編『オックスフォードヨーロッパ近代史』（ミネルヴァ書房、2009年）